# Heinrich Tietze
Pour les articles homonymes, voir Tietze.
Heinrich Franz Friedrich Tietze (31 août 1880 à Schleinz près de Neunkirchen (Basse-Autriche) – 17 février 1964 à Munich) est un mathématicien autrichien surtout connu pour ses contributions à la topologie.

## Biographie
Heinrich Tietze était le fils du directeur de l’institut de géologie de l’université de Vienne, Emil Tietze (1845-1931) et de Rosa von Hauer, fille du géologue Franz von Hauer.
Tietze étudia à l’université technique de Vienne de 1898 à 1902. Il s'y lia d'amitié avec Paul Ehrenfest, Hans Hahn et Gustav Herglotz et on les surnommait les « Quatre inséparables ».
Herglotz conseilla à Tietze de passer un an en Allemagne, à l'université de Munich pour y compléter sa formation. Tietze y passa en effet l'année 1902, puis revint à Vienne y préparer sa thèse de doctorat (1902-1904) sous la direction de Gustav von Escherich (1849−1935). En 1905, il assista aux conférences de Wilhelm Wirtinger sur les fonctions algébriques et les intégrales abéliennes qui devaient lui inspirer l'idée de faire de la topologie son domaine de recherche privilégié.
Il soutint en 1908 à Vienne sa thèse d'habilitation consacrée aux invariants topologiques et obtint en 1910 un poste de professeur auxiliaire à Brünn (l'actuelle ville de Brno en République tchèque). Promu professeur titulaire en 1913, le déclenchement de la Première Guerre mondiale l'année suivante marqua l'arrêt temporaire de sa production scientifique.
Appelé sous les drapeaux, il combattit en tant que simple soldat de l'armée autrichienne jusqu'à l'armistice de 1918, et reprit son enseignement à Brünn. En 1919, l’université d’Erlangen lui offrait un poste de professeur et six ans plus tard, il fut appelé à l'université de Munich, où il devait enseigner jusqu'à sa retraite en 1950.
Élu membre titulaire de la section des sciences mathématiques et naturelles de l’Académie bavaroise des sciences en 1929, il poursuivit une activité de chercheur jusqu'à sa mort en 1964.

## Œuvre mathématique
Si l'essentiel de l'œuvre de Tietze est consacrée à la topologie, il s'appliqua aussi aux problèmes de constructibilité de la géométrie élémentaire (construction à la règle et au compas) et aux développements en fraction continue généralisée (voir Théorème de convergence de Tietze).
Mais surtout, Tietze joua un rôle de premier plan dans l'avènement de la topologie.
Partant du problème de la coloration des cartes, il établit un premier résultat sur les domaines adjacents d'une surface orientée. Il produisit également une démonstration élémentaire (que l'on trouve reproduite dans plusieurs livres de casse-têtes mathématiques) du fait que le théorème des quatre couleurs n'a pas d'équivalent dans les dimensions supérieures à 2.
Il généralisa aussi le théorème de Jordan en montrant que tout fonction continue restreinte à un ensemble fermé d'un espace de dimension finie peut être prolongée en une fonction continue définie sur tout cet espace (théorème de prolongement de Tietze). Tietze développa également la théorie des nœuds en s'appuyant sur les méthodes de la théorie combinatoire des groupes.
En 1908, il se servit de la notion de groupe fondamental et de groupes d’homologie, introduits dès 1895 par Henri Poincaré, pour classer les espaces topologiques. Tietze utilisa les présentations du groupe fondamental par générateurs et relations pour démontrer (à l’aide des transformations dites « de Tietze » entre ces diverses présentations) son invariance topologique. C'est dans ce cadre qu'il formula le problème d'isomorphisme pour les groupes (en) (à savoir : « existe-t-il un algorithme permettant de décider si deux présentations finies définissent le même groupe ? »). Poincaré avait essayé d'identifier les invariants topologiques à l'aide des groupes homologiques en montrant qu'ils restent invariants lorsque l'on raffine la triangulation de l'espace. Il se posait alors le problème de savoir si deux triangulations ont toujours un raffinement commun, ce que Poincaré avait implicitement admis. Tietze fit remarquer que cela n'était qu'une pure hypothèse, qui devint bientôt dans l'histoire de la topologie la conjecture fondamentale (Hauptvermutung (en) : le mot est de Hellmuth Kneser). Tibor Radó la démontra en 1925 pour les variétés de dimension 2 et Edwin E. Moise en 1950 pour les variétés de dimension 3. Elle ne reçut ses premières réfutations que dans les années 1960 avec les travaux de John Milnor (pour les espaces topologiques quelconques) puis (pour les variétés de dimension 4 et plus), Casson et Sullivan, Kirby et Siebenmann, Donaldson, Freedman…
C'est en s'appuyant sur la notion d'espace lenticulaire introduite par Tietze qu'en 1919 le mathématicien James Waddell Alexander II parvint à réfuter une conjecture de Poincaré, car ils donnaient un exemple d'espaces non homéomorphes ayant même groupe fondamental.
Il vulgarise la recherche de son temps dans un livre inédit en français, Problèmes anciens et modernes, résolus et non résolus (Gelöste und ungelöste Probleme aus alter und neuer Zeit, Munich, 1949).

## Œuvres
- Gelöste und ungelöste Probleme der Mathematik aus alter und neuer Zeit. 14 Vorträge für Laien und für Freunde der Mathematik, 2 Bände, DTV 1982, auch 7. Auflage, Beck Verlag, München 1980
- Über Schachturnier-Tabellen, Mathematische Zeitschrift, Bd.67, 1957, S.188
- Einige Bemerkungen zum Problem des Kartenfärbens auf einseitigen Flächen, Jahresbericht DMV 1910
- Über Funktionen, die auf einer abgeschlossenen Menge stetig sind, Journal für Reine und Angewandte Mathematik, Bd.145, 1915
- Über die mit Lineal und Zirkel und die mit dem rechten Zeichenwinkel lösbaren Konstruktionsaufgaben, Mathematische Zeitschrift Bd.46, 1940
- mit Leopold Vietoris Beziehungen zwischen den verschiedenen Zweigen der Topologie, Enzyklopädie der Mathematischen Wissenschaften 1929
- Über die Anzahl der stabilen Ruhelagen eines Würfels, Elemente der Mathematik Bd.3, 1948
- Über die topologische Invarianten mehrdimensionaler Mannigfaltigkeiten, Monatshefte für Mathematik und Physik, Bd. 19, 1908, S.1-118
- Über Simony Knoten und Simony Ketten mit vorgeschriebenen singulären Primzahlen für die Figur und für ihr Spiegelbild, Mathematische Zeitschrift Bd.49, 1943, S.351 (Knotentheorie)